# Ga Sangdo
Ga Sangdo (Tiếng Hàn: 상도역, Hanja: 上道驛) là ga trên Tàu điện ngầm Seoul tuyến 7 nằm ở Sangdo 1-dong, Dongjak-gu, Seoul
Trước khi khai trương nhà ga này, tên phụ của nó là Đại học Chung-Ang. Tuy nhiên vào tháng 6 năm 2009, tên phụ của ga đã bị xóa do mở Ga Heukseok (Đại học Chung-Ang) trên Tàu điện ngầm Seoul tuyến 9.

## Lịch sử
- 1 tháng 8 năm 2000: Việc kinh doanh bắt đầu với việc khai trương đoạn Sinpung ~ Đại học Konkuk của Tàu điện ngầm Seoul tuyến 7
- 18 tháng 9 năm 2008: Tên ga được đổi từ Ga Sangdo (Đại học Chung-Ang) thành Ga Sangdo[1]

## Bố trí ga
| Đại học Soongsil ↑ |
| \| N/B             |
| ↓ Jangseungbaegi   |

| Hướng Bắc | ● Tuyến 7 | ← Hướng đi Isu · Văn phòng Gangnam-gu · Sangbong · Jangam |
| Hướng Nam | ● Tuyến 7 | → Hướng đi Boramae · Daerim · Onsu · Seongnam →           |

## Xung quanh nhà ga
| Lối ra \| 나가는 곳 \| Exit \| 出口 | Lối ra \| 나가는 곳 \| Exit \| 出口 |
| ----------------------------------- | --- |
| 1                                   | Jungang Hightsville Trường Seoul Samseong |
| 2                                   | Bưu điện Sangdo-dong Trường tiểu học Shinsangdo Văn phòng Giáo dục Dongjak Gwanak Trung tâm Y tế Công cộng Dongjak-gu Trung tâm phúc lợi văn hóa Dongjak Trường trung học cơ sở Jangseung |
| 3                                   | Sangdo 2-dong · Trung tâm cộng đồng Sangdo 2-dong Brown Stone APT e Pyeonhansesang Sangdo Nobility Trường tiểu học Yeongbon                                                               |
| 4                                   | Đường hầm Sangdo Bondong Shindonga APT Thư viện thành phố Kim Young-sam |
| 5                                   | Trung tâm cộng đồng Sangdo 1-dong Trung tâm phúc lợi cộng đồng Sangdo Đại học Chung-Ang · Bệnh viện Đại học Chung-Ang Trường tiểu học Gangnam                                             |

## Hình ảnh

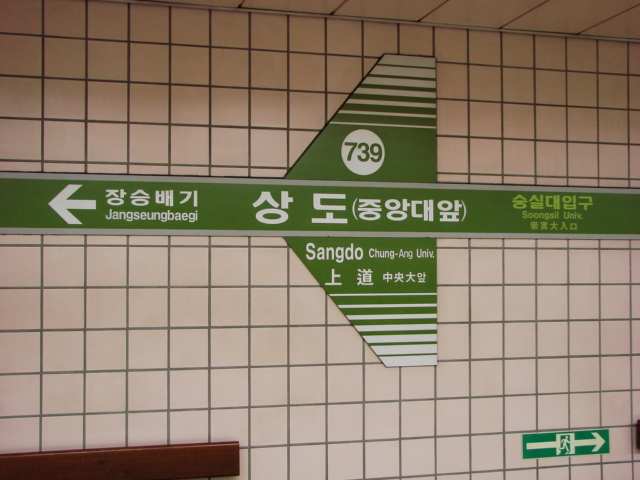
Bảng tên ga Sangdo (Đại học Chung-Ang) trước khi thay đổi
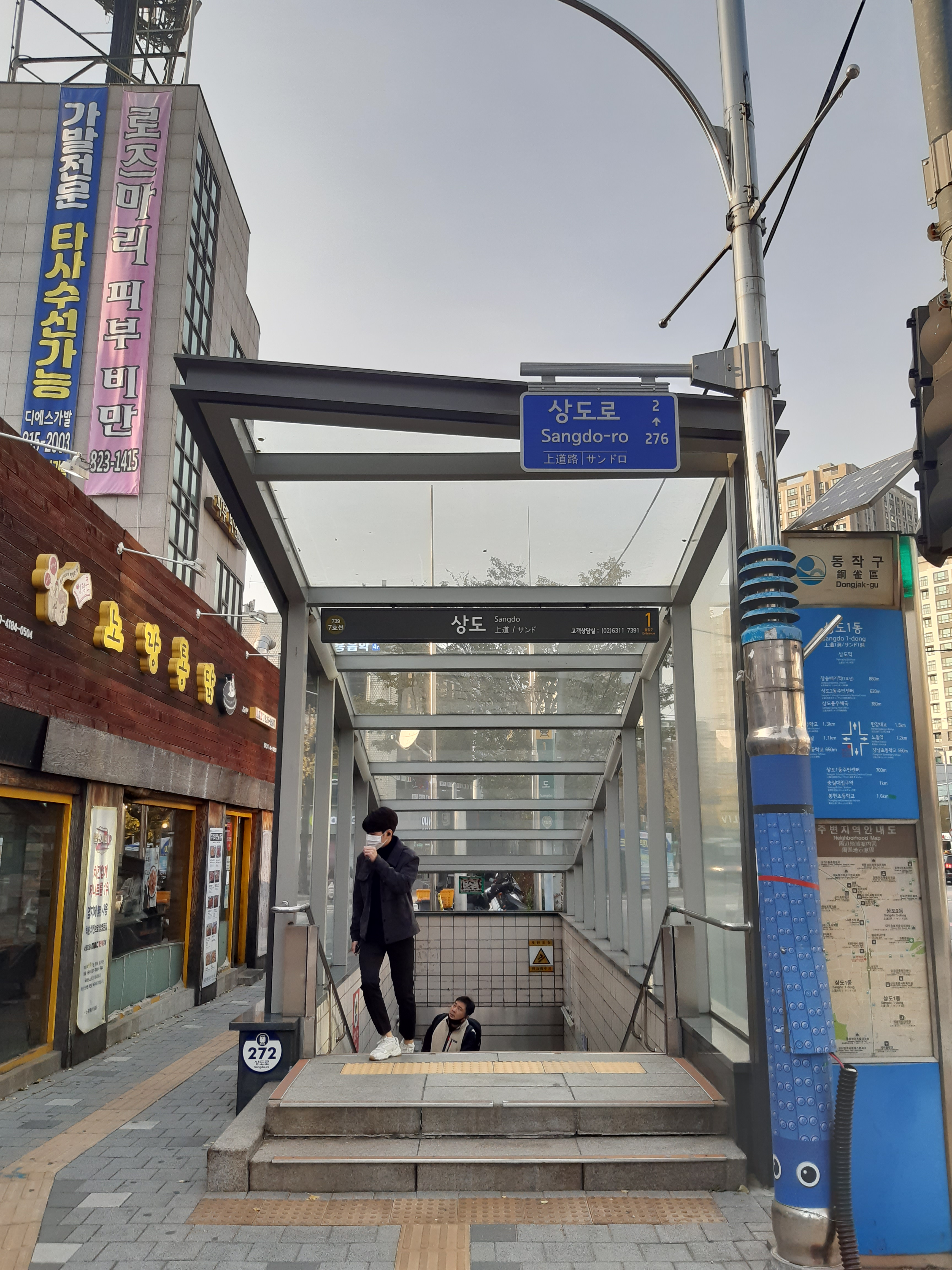
Lối ra 1
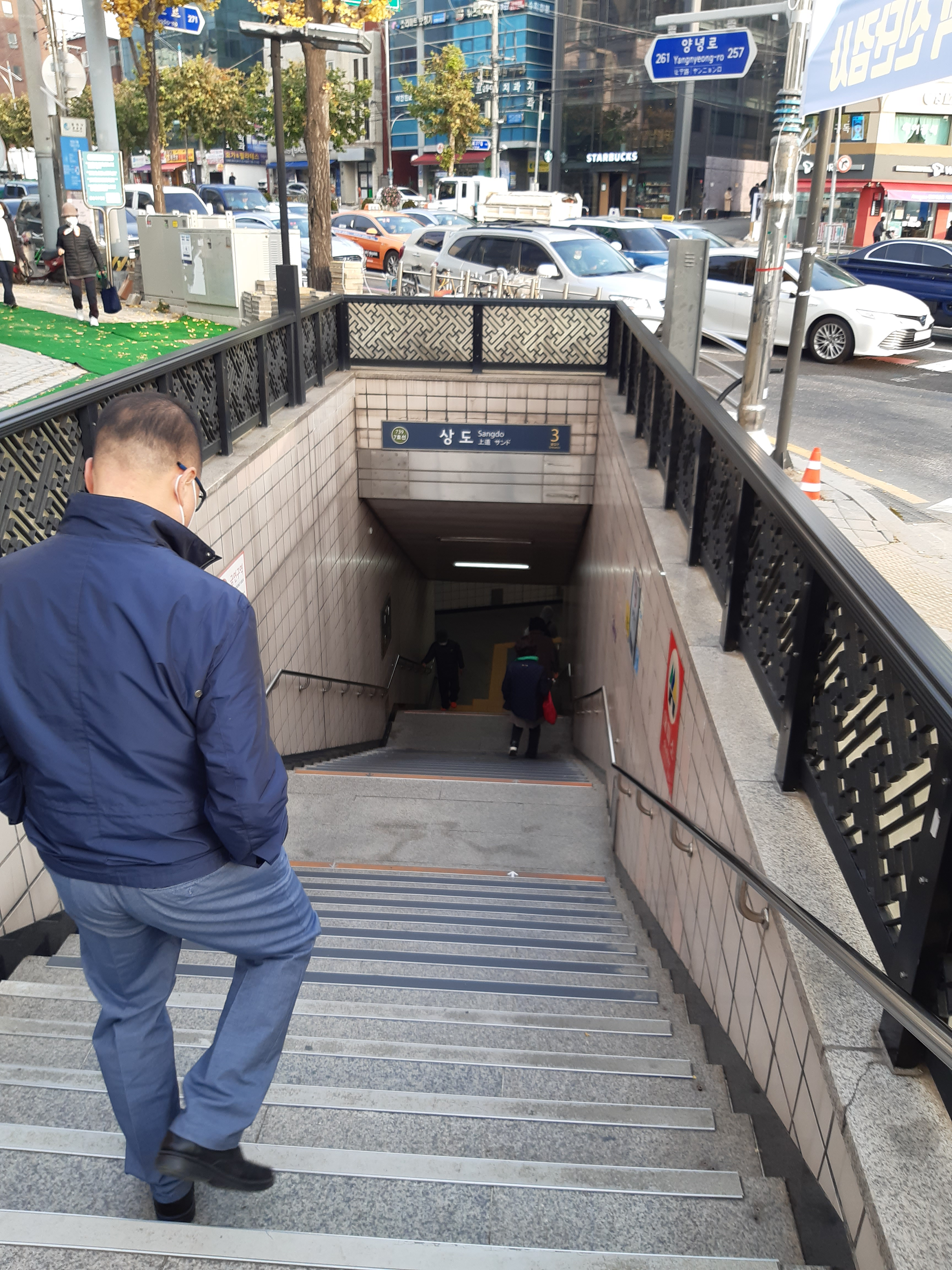
Lối ra 3